# Walter Erhardt
Walter Erhardt (* 19. února 1952 Kulmbach) je německý botanik a spisovatel. Až do svého odchodu do penze zastával také funkci pedagogickomediálního, informačního a technického poradce pro zemský okres Kulmbach a ředitele tamějšího mediálního centra.
Jako spisovatel se zabýval tématem zahrad, zahradnictví a zahrádkářství pro stuttgartské nakladatelství Verlag Eugen Ulmer.
Od roku 1976 je ženatý s Annou Erhardtovou, se kterou vydal některé jeho knihy společně. Roku 1997 získali spolu cenu Německé zahradnické společnosti (Deutsche Gartenbau-Gesellschaft) za PPP-index, vzniklý roku 1995.

## Výběr děl
- Hemerocallis (Taglilien),1988; překlad do angličtiny, 1992.
- Pflanzen-Einkaufsführer, 1990; od 2. vydání pod titulem PPP-Index: 2. vydání. 1995; 3. vydání 1997, 4. vydání 2000 pod titulem Pflanze gesucht? (společně s Anne Erhardt).
- Schöne Usambaraveilchen und andere Gesnerien, 1993 (společně s Anne Erhardt).
- Narzissen, Osterglocken – Jonquillen – Tazetten, 1993.
- Mitarbeit an dem von der Société Nationale d'Horticulture de France herausgegebenen Buch 35.000 plantes, 1997 (společně Anne Erhardt).
- Mitherausgeber folgender Ausgaben des Zander Handwörterbuchs der Pflanzennamen: 16. vydání (2000), 17. vydání (2002), 18. vydání (2008), 19. vydání (2014); anglický překlad: The Timber Press Dictionary of Plant Names (2009).
- Namensliste der Koniferen – List of Conifer Names, 2005.